# Свято-Стефановский собор (Сыктывкар)
Свято-Стефановский собор — православный храм в городе Сыктывкаре, кафедральный собор Сыктывкарской епархии Русской православной церкви. Построен в честь Стефана Пермского, просветителя и небесного покровителя коми-зырян.

## История

### Храм на Стефановской площади

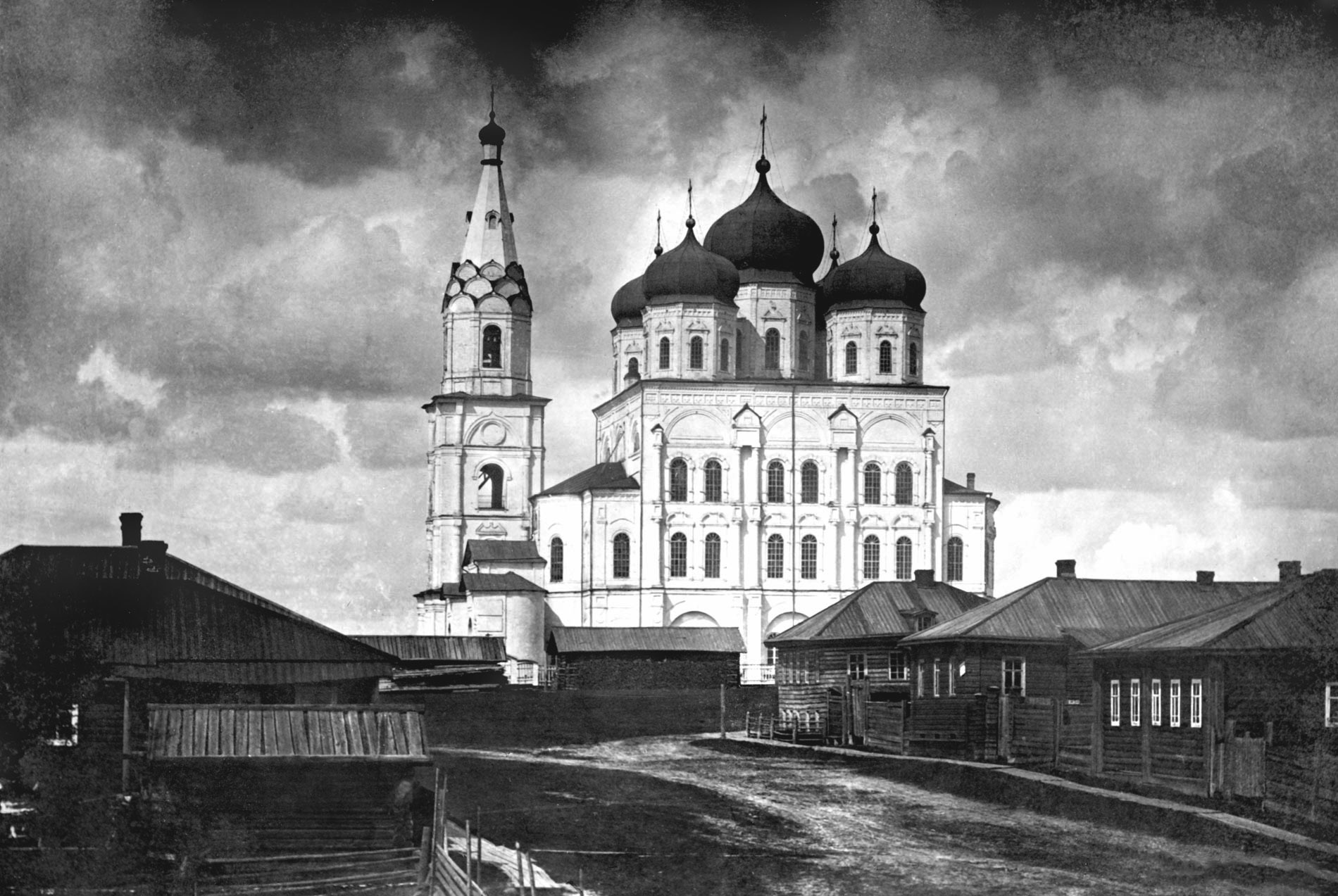
Стефановский собор в начале XX века

Проект постройки храма в Усть-Сысольске, посвящённого святителю Стефану Пермскому, был утверждён в 1852 году императором Николаем I, и в 1856 году было начато его строительство. В 1883 году освятили нижний храм, а 24 апреля 1896 года в год 500-летия со дня смерти Стефана Пермского состоялось великое освящение храма. Собор был пятиглавым, имел 47 м в длину, 26 м в ширину и 35 м в высоту, находился на центральной площади города, получившей название Стефановской. В 1929 году храм был закрыт, а в 1932 году полностью разрушен. Место старого храма сегодня занимает памятник Владимиру Ленину.

### Современный храм
9 мая 1996 года был заложен фундамент нового собора. Место под строительство нового храма выделили неподалёку от Стефановской площади, но на несколько кварталов севернее — на улице Свободы. Закладной камень фундамента освятил находившийся с визитом в Республике Коми Патриарх Московский и всея Руси Алексий II.
26 августа 2001 года, к восьмидесятилетию образования Республики Коми, епископ Сыктывкарский и Воркутинский Питирим совершил малое освящение нового собора и отслужил первую Божественную литургию.
26 апреля 2005 года Святейший Патриарх Московский и всея Руси Алексий II своим указом присвоил собору статус кафедрального.
6 октября 2013 года митрополитом Саранским и Мордовским Варсонофием, епископом Сыктывкарским и Воркутинским Питиримом и епископом Котласским и Вельским Василием совершено великое освящение Свято-Стефановского кафедрального собора.

## Архитектура храма
Свято-Стефановский кафедральный собор спроектирован в русско-византийском стиле, имеет крестово-купольную конструкцию. Внутреннее пространство делится четырьмя столпами на три нефа: центральный и боковые. Два свода в соборе пересекаются под прямым углом и образуют в подкупольном пространстве крест. В месте пересечения сводов устроен световой барабан, увенчанный центральной, самой большой главой с массивным золоченым крестом. Остальные купола установлены на световых барабанах, соединённых между собой подпружными арками. Стены храма завершает позакомарное покрытие. Высота собора до оконечности центральной луковицы составляет 56,5 метров, с крестом — 64 метра. Стены сложены из кирпича. Кровля покрыта листовой медью, а купола обшиты нержавеющей сталью, на которой укреплены позолоченные титановые пластины. Диаметр центрального купола — 16 метров, вес — 11 тонн.
В соборе две церкви — верхняя и нижняя. Верхний храм — Стефана Великопермского — летний, здесь проходят божественные литургии и вечерние службы в теплое время года. Его стены расписаны в византийском стиле православными художниками из Болгарии. В нижней части храма расположены три придела: придел праведного Прокопия Устюжского, придел Рождества Христова и придел в честь иконы Божией Матери «Неувядаемый Цвет».

## Прихрамовая территория
На территории собора расположены часовня Новомучеников и Исповедников Российских, крестильный храм святого князя Владимира, установлены памятники памятники святителю Стефану Пермскому, святым Петру и Февронии, а также святым равноапостольным братьям Кириллу и Мефодию. Здание звонницы Свято-Стефановского кафедрального собора составляет 32 метра, имеет 18 колоколов, самый большой из них весит 6 тонн, остальные — от 850 до 450 кг. Все колокола управляются электронным приводом, но это не исключает возможности звонить вручную. В одноэтажном автономном модуле располагается воскресная школа для детей.